# Lucas Tousart
Lucas Tousart (Arras, 29 aprile 1997) è un calciatore francese, centrocampista dell'Union Berlino.

## Caratteristiche tecniche
Centrocampista forte fisicamente, trova la sua perfetta collocazione come regista davanti alla difesa.

## Carriera

### Club

#### Gli inizi
Cresciuto nel settore giovanile del Valenciennes, viene aggregato in prima squadra a partire da gennaio 2015. Voluto fortemente dall'ex allenatore David Le Frapper, esordisce il 20 gennaio nella partita di Coppa di Francia contro lo Yzeure. Il 24 gennaio debutta anche in Ligue 2, scendendo in campo contro il Tours. Termina i primi sei mesi da professionista con 19 partite complessive giocate.

#### Olympique Lione
Il 31 agosto 2015 viene acquistato a titolo definitivo per 3,5 milioni di euro dall'Olympique Lione. Il 5 dicembre debutta nella partita persa in casa contro l'Angers.
Nella stagione 2016-2017 viene schierato titolare con più continuità. Esordisce in Champions League il 14 settembre 2016 nella gara contro la Dinamo Zagabria. Il 16 febbraio 2017 trova il suo primo gol con la maglia del Lione nell'andata dei sedicesimi di Europa League contro l'AZ Alkmaar, vinta per 1-4 in trasferta. Il 23 aprile si sblocca anche in Ligue 1, senza riuscire però a evitare la sconfitta contro il Monaco.
Il 27 gennaio 2020 è acquistato dai tedeschi dell'Hertha Berlino per 25 milioni, restando in prestito a Lione fino al termine della stagione. Il club tedesco decide di non prolungare il prestito oltre il 1º luglio seguente, ragione per cui il giocatore non partecipa con il Lione alla fase conclusiva della UEFA Champions League, protrattasi nel mese di agosto a causa della pandemia di COVID-19.

#### Hertha Berlino
Integrato nella rosa dell'Hertha Berlino, esordisce con i berlinesi il 19 settembre 2020, in Hertha Berlino-Werder Brema (1-4) di Bundesliga. Il 3 maggio 2021 segna il suo primo gol con l'Hertha, nella sfida pareggiata (1-1) in casa del Magonza.

### Nazionale
Esordisce con la nazionale francese Under-19 il 26 marzo 2015 nella partita di qualificazione al campionato europeo di categoria del 2015 contro l'Azerbaigian Under-19. Nella fase finale del torneo in Grecia la selezione francese viene eliminata in semifinale dalla Spagna Under-19. Diventato capitano, guida la squadra alla vittoria dell'edizione 2016 in Germania e realizza un gol nella finale vinta 4-0 contro l'Italia Under-19.
Dopo aver raccolto 2 presenze in Under-20, il 14 novembre 2016 risponde alla prima convocazione con l'Under-21 nell'amichevole vinta 3-2 contro l'Inghilterra Under-21. Gioca da capitano 3 partite su quattro al campionato mondiale Under-20 del 2017 in Corea del Sud, dove la Francia raggiunge gli ottavi di finale venendo eliminata dall'Italia Under-20 a causa della sconfitta per 1-2.

## Statistiche

### Presenze e reti nei club
Statistiche aggiornate al 27 maggio 2023.
| Stagione             | Squadra              | Campionato           | Campionato | Campionato | Coppe nazionali | Coppe nazionali | Coppe nazionali | Coppe continentali | Coppe continentali | Coppe continentali | Altre coppe | Altre coppe | Altre coppe | Totale | Totale |
| Stagione             | Squadra              | Comp                 | Pres       | Reti       | Comp            | Pres            | Reti            | Comp               | Pres               | Reti               | Comp        | Pres        | Reti        | Pres   | Reti   |
| -------------------- | -------------------- | -------------------- | ---------- | ---------- | --------------- | --------------- | --------------- | ------------------ | ------------------ | ------------------ | ----------- | ----------- | ----------- | ------ | ------ |
| gen.-giu. 2015       | Valenciennes         | L2                   | 18         | 0          | CF+CdL          | 1+0             | 0               | -                  | -                  | -                  | -           | -           | -           | 19     | 0      |
| 2015-2016            | O. Lione             | L1                   | 1          | 0          | CF+CdL          | -               | -               | UCL                | -                  | -                  | -           | -           | -           | 1      | 0      |
| 2016-2017            | O. Lione             | L1                   | 22         | 1          | CF+CdL          | 2+1             | 0               | UCL+UEL            | 1+7                | 0+1                | -           | -           | -           | 33     | 2      |
| 2017-2018            | O. Lione             | L1                   | 37         | 0          | CF+CdL          | 4+0             | 0               | UEL                | 9                  | 0                  | -           | -           | -           | 50     | 0      |
| 2018-2019            | O. Lione             | L1                   | 30         | 0          | CF+CdL          | 4+1             | 0               | UCL                | 7                  | 1                  | -           | -           | -           | 42     | 1      |
| 2019-2020            | O. Lione             | L1                   | 24         | 2          | CF+CdL          | 5+3             | 0+0             | UCL                | 7                  | 1                  | -           | -           | -           | 39     | 3      |
| Totale O. Lione      | Totale O. Lione      | Totale O. Lione      | 114        | 3          |                 | 20              | 0               |                    | 31                 | 3                  |             | -           | -           | 165    | 6      |
| 2020-2021            | Hertha Berlino       | BL                   | 26         | 1          | CG              | 1               | 0               | -                  | -                  | -                  | -           | -           | -           | 27     | 1      |
| 2021-2022            | Hertha Berlino       | BL                   | 30         | 2          | CG              | 3               | 0               | -                  | -                  | -                  | -           | -           | -           | 33     | 2      |
| 2022-2023            | Hertha Berlino       | BL                   | 33         | 5          | CG              | 1               | 1               | -                  | -                  | -                  | -           | -           | -           | 34     | 6      |
| Totale Herta Berlino | Totale Herta Berlino | Totale Herta Berlino | 89         | 8          |                 | 5               | 1               |                    | -                  | -                  |             | -           | -           | 94     | 9      |
| Totale carriera      | Totale carriera      | Totale carriera      | 221        | 11         |                 | 25              | 1               |                    | 31                 | 3                  |             | -           | -           | 277    | 15     |

### Cronologia presenze e reti in nazionale
| Cronologia completa delle presenze e delle reti in nazionale ― Francia olimpica | Cronologia completa delle presenze e delle reti in nazionale ― Francia olimpica | Cronologia completa delle presenze e delle reti in nazionale ― Francia olimpica | Cronologia completa delle presenze e delle reti in nazionale ― Francia olimpica | Cronologia completa delle presenze e delle reti in nazionale ― Francia olimpica | Cronologia completa delle presenze e delle reti in nazionale ― Francia olimpica | Cronologia completa delle presenze e delle reti in nazionale ― Francia olimpica | Cronologia completa delle presenze e delle reti in nazionale ― Francia olimpica |
| Data                                                                            | Città                                                                           | In casa                                                                         | Risultato                                                                       | Ospiti                                                                          | Competizione                                                                    | Reti                                                                            | Note                                                                            |
| ------------------------------------------------------------------------------- | ------------------------------------------------------------------------------- | ------------------------------------------------------------------------------- | ------------------------------------------------------------------------------- | ------------------------------------------------------------------------------- | ------------------------------------------------------------------------------- | ------------------------------------------------------------------------------- | ------------------------------------------------------------------------------- |
| 16-7-2021                                                                       | Seul                                                                            | Corea del Sud olimpica                                                          | 1 – 2                                                                           | Francia olimpica                                                                | Amichevole                                                                      | -                                                                               | 68’                                                                             |
| 22-7-2021                                                                       | Tokyo                                                                           | Messico olimpica                                                                | 4 – 1                                                                           | Francia olimpica                                                                | Olimpiadi 2020 - 1º turno                                                       | -                                                                               | 59’                                                                             |
| 25-7-2021                                                                       | Saitama                                                                         | Francia olimpica                                                                | 4 – 3                                                                           | Sudafrica olimpica                                                              | Olimpiadi 2020 - 1º turno                                                       | -                                                                               | 68’                                                                             |
| 28-7-2021                                                                       | Yokohama                                                                        | Giappone olimpica                                                               | 4 – 0                                                                           | Francia olimpica                                                                | Olimpiadi 2020 - 1º turno                                                       | -                                                                               |                                                                                 |
| Totale                                                                          |                                                                                 | Presenze                                                                        | 4                                                                               |                                                                                 | Reti                                                                            | 0                                                                               |                                                                                 |

| Cronologia completa delle presenze e delle reti in nazionale ― Francia under 21 | Cronologia completa delle presenze e delle reti in nazionale ― Francia under 21 | Cronologia completa delle presenze e delle reti in nazionale ― Francia under 21 | Cronologia completa delle presenze e delle reti in nazionale ― Francia under 21 | Cronologia completa delle presenze e delle reti in nazionale ― Francia under 21 | Cronologia completa delle presenze e delle reti in nazionale ― Francia under 21 | Cronologia completa delle presenze e delle reti in nazionale ― Francia under 21 | Cronologia completa delle presenze e delle reti in nazionale ― Francia under 21 |
| Data                                                                            | Città                                                                           | In casa                                                                         | Risultato                                                                       | Ospiti                                                                          | Competizione                                                                    | Reti                                                                            | Note                                                                            |
| ------------------------------------------------------------------------------- | ------------------------------------------------------------------------------- | ------------------------------------------------------------------------------- | ------------------------------------------------------------------------------- | ------------------------------------------------------------------------------- | ------------------------------------------------------------------------------- | ------------------------------------------------------------------------------- | ------------------------------------------------------------------------------- |
| 10-11-2016                                                                      | Beauvois                                                                        | Francia under 21                                                                | 5 – 1                                                                           | Costa d'Avorio under 21                                                         | Amichevole                                                                      | -                                                                               |                                                                                 |
| 14-11-2016                                                                      | Bondoufle                                                                       | Francia under 21                                                                | 3 – 2                                                                           | Inghilterra under 21                                                            | Amichevole                                                                      | -                                                                               |                                                                                 |
| 1-9-2017                                                                        | Laval                                                                           | Francia under 21                                                                | 1 – 1                                                                           | Cile under 21                                                                   | Amichevole                                                                      | -                                                                               |                                                                                 |
| 5-9-2017                                                                        | Le Mans                                                                         | Francia under 21                                                                | 4 – 1                                                                           | Kazakistan under 21                                                             | Qual. Europeo Under-21 2019                                                     | -                                                                               |                                                                                 |
| 5-10-2017                                                                       | Troyes                                                                          | Francia under 21                                                                | 2 – 1                                                                           | Montenegro under 21                                                             | Qual. Europeo Under-21 2019                                                     | -                                                                               |                                                                                 |
| 9-10-2017                                                                       | Esch-sur-Alzette                                                                | Lussemburgo under 21                                                            | 2 – 3                                                                           | Francia under 21                                                                | Qual. Europeo Under-21 2019                                                     | -                                                                               |                                                                                 |
| 9-11-2017                                                                       | Lens                                                                            | Francia under 21                                                                | 3 – 0                                                                           | Bulgaria under 21                                                               | Qual. Europeo Under-21 2019                                                     | -                                                                               |                                                                                 |
| 13-11-2017                                                                      | Domžale                                                                         | Slovenia under 21                                                               | 1 – 3                                                                           | Francia under 21                                                                | Qual. Europeo Under-21 2019                                                     | -                                                                               |                                                                                 |
| 23-3-2018                                                                       | Astana                                                                          | Kazakistan under 21                                                             | 0 – 3                                                                           | Francia under 21                                                                | Qual. Europeo Under-21 2019                                                     | -                                                                               | 68’                                                                             |
| 27-3-2018                                                                       | Skopje                                                                          | Montenegro under 21                                                             | 0 – 2                                                                           | Francia under 21                                                                | Qual. Europeo Under-21 2019                                                     | -                                                                               | cap.                                                                            |
| 29-5-2018                                                                       | Besançon                                                                        | Francia under 21                                                                | 1 – 1                                                                           | Italia under 21                                                                 | Amichevole                                                                      | -                                                                               | cap.                                                                            |
| 7-9-2018                                                                        | Stara Zagora                                                                    | Bulgaria under 21                                                               | 0 – 1                                                                           | Francia under 21                                                                | Qual. Europeo Under-21 2019                                                     | -                                                                               |                                                                                 |
| 12-10-2018                                                                      | Le Petit-Quevilly                                                               | Francia under 21                                                                | 1 – 0                                                                           | Turchia under 21                                                                | Amichevole                                                                      | -                                                                               | cap.                                                                            |
| 16-10-2018                                                                      | Digione                                                                         | Francia under 21                                                                | 1 – 1                                                                           | Slovenia under 21                                                               | Amichevole                                                                      | -                                                                               |                                                                                 |
| 15-11-2018                                                                      | Beauvais                                                                        | Francia under 21                                                                | 2 – 2                                                                           | Croazia under 21                                                                | Amichevole                                                                      | -                                                                               | cap. 64’                                                                        |
| 19-11-2018                                                                      | Caen                                                                            | Francia under 21                                                                | 1 – 1                                                                           | Spagna under 21                                                                 | Amichevole                                                                      | -                                                                               | cap.                                                                            |
| 21-3-2019                                                                       | Essen                                                                           | Germania under 21                                                               | 2 – 2                                                                           | Francia under 21                                                                | Amichevole                                                                      | -                                                                               | 80’                                                                             |
| 24-3-2019                                                                       | Brest                                                                           | Francia under 21                                                                | 0 – 1                                                                           | Danimarca under 21                                                              | Amichevole                                                                      | -                                                                               | cap. 62’                                                                        |
| 3-6-2019                                                                        | Le Mans                                                                         | Francia under 21                                                                | 3 – 0                                                                           | Belgio under 21                                                                 | Amichevole                                                                      | -                                                                               | cap. 80’                                                                        |
| 11-6-2019                                                                       | Vienna                                                                          | Austria under 21                                                                | 3 – 1                                                                           | Francia under 21                                                                | Amichevole                                                                      | -                                                                               | cap. 74’                                                                        |
| 18-6-2019                                                                       | Cesena                                                                          | Inghilterra under 21                                                            | 1 – 2                                                                           | Francia under 21                                                                | Europeo Under-21 2019 - 1º turno                                                | -                                                                               | cap. 72’                                                                        |
| 21-6-2019                                                                       | Serravalle                                                                      | Francia under 21                                                                | 1 – 0                                                                           | Croazia under 21                                                                | Europeo Under-21 2019 - 1º turno                                                | -                                                                               | cap.                                                                            |
| 24-6-2019                                                                       | Cesena                                                                          | Francia under 21                                                                | 0 – 0                                                                           | Romania under 21                                                                | Europeo Under-21 2019 - 1º turno                                                | -                                                                               | cap.                                                                            |
| 27-6-2019                                                                       | Reggio Emilia                                                                   | Spagna under 21                                                                 | 4 – 1                                                                           | Francia under 21                                                                | Europeo Under-21 2019 - Semifinale                                              | -                                                                               | cap. 58’                                                                        |
| Totale                                                                          |                                                                                 | Presenze                                                                        | 24                                                                              |                                                                                 | Reti                                                                            | 0                                                                               |                                                                                 |

## Palmarès

### Nazionale
- Campionato d'Europa Under-19: 1

Germania 2016